# Monte Calvo - Piana di Montenero
Monte Calvo - Piana di Montenero este o arie protejată (arie specială de conservare — SAC, sit de importanță comunitară — SCI, arie de protecție specială avifaunistică — SPA) din Italia întinsă pe o suprafață de 7.620 ha, integral pe uscat.

## Localizare
Centrul sitului Monte Calvo - Piana di Montenero este situat la coordonatele 41°45′06″N 15°44′16″E / 41.7517°N 15.7378°E.

## Înființare
Situl Monte Calvo - Piana di Montenero a fost declarat sit de importanță comunitară în iunie 1995 pentru a proteja 1 specie de plante și 45 de specii de animale. Alte tipuri de protecție:
- arie de protecție specială avifaunistică (în octombrie 2013)
- arie specială de conservare (în decembrie 2018)[2][3][4]

## Biodiversitate
Situată în ecoregiunea mediteraneană, aria protejată conține 1 habitat natural: Pajiști uscate seminaturale și facies de acoperire cu tufișuri pe substraturi calcaroase (Festuco-Brometalia) (* situri importante pentru orhidee).
La baza desemnării sitului se află mai multe specii protejate:
- plante (1): Stipa austroitalica
- păsări (34): uliu păsărar (Accipiter nisus), ciocârlie-de-câmp (Alauda arvensis), fâsă-de-câmp (Anthus campestris), cucuvea (Athene noctua), pasărea ogorului (Burhinus oedicnemus), ciocârlie-cu-degete-scurte (Calandrella brachydactyla), caprimulg (Caprimulgus europaeus), șerpar (Circaetus gallicus), erete de stuf (Circus aeruginosus), erete vânăt (Circus cyaneus), erete cenușiu (Circus pygargus), porumbel (Columba livia), presură de munte (Emberiza cia), presură de grădină (Emberiza hortulana), Emberiza melanocephala, Eudromias morinellus, Falco biarmicus, Falco naumanni, șoim călător (Falco peregrinus), vânturel de seară (Falco vespertinus), muscar-gulerat (Ficedula albicollis), sfrâncioc roșiatic (Lanius collurio), sfrânciocul cu frunte neagră (Lanius minor), sfrâncioc cu cap roșu (Lanius senator), ciocârlie de pădure (Lullula arborea), ciocârlie de bărăgan (Melanocorypha calandra), gaia neagră (Milvus migrans), gaia roșie (Milvus milvus), mierlă albastră (Monticola solitarius), vultur egiptean (Neophron percnopterus), pietrar mediteranean (Oenanthe hispanica), vrabie de stâncă (Petronia petronia), Sylvia conspicillata, strigă (Tyto alba)
- amfibieni (1): Triturus carnifex
- mamifere (8): lupul (Canis lupus), liliac cu aripi lungi (Miniopterus schreibersii), liliac cu urechi de șoarece (Myotis blythii), liliac cu picioare lungi (Myotis capaccinii), liliac comun (Myotis myotis), liliacul mediteranean cu potcoavă (Rhinolophus euryale), liliacul mare cu potcoavă (Rhinolophus ferrumequinum), liliacul mic cu potcoavă (Rhinolophus hipposideros)
- reptile (2): șarpele cu patru dungi (Elaphe quatuorlineata), țestoasă bănățeană (Testudo hermanni)

Pe lângă speciile protejate, pe teritoriul sitului au mai fost identificate 32 de specii de plante, 1 specie de păsări, 4 specii de amfibieni, 5 specii de mamifere, 1 specie de nevertebrate, 4 specii de reptile.